# Montanus
Montanus (tweede eeuw na Christus) is de stichter van het montanisme. 

## Levensloop
Montan of Montanus werd geboren in Ardaban (Misië), niet ver van Phrygië in Klein-Azië. 
Eerst was hij heiden (het is mogelijk dat hij priester was in de dienst van de godin Cybele), waarna hij zich bekeerd had tot het christendom en verklaarde korte tijd daarop dat hij van God verschillende openbaringen ontvangen had en de opdracht had gekregen een hervormer van het christendom te worden. 
Deze openbaringen zouden hem duidelijk gemaakt hebben dat Christus spoedig zou wederkomen, en dat de Heilige Geest nu zou regeren. Hij beschouwde zichzelf als de profeet, de spreekbuis van de Heilige Geest. Hij was de trooster, de Parakleet, van wie Jezus beloofd had dat hij hem in de laatste dagen zou sturen. 
Hij werd bijgestaan door twee 'profetessen', die hun man verlieten om Montanus te volgen: Maximilla en Priscilla. Hij geloofde dat de wederkomst zou plaatsvinden in Pepuza. De wederkomst bleef uit, maar zijn aanhang groeide snel. Hij was namelijk voorstander van strenge ascese, en dat maakte grote indruk. 
Hij was waarschijnlijk bisschop van Pepuza, een stad die een aanzienlijke rol speelt in de geschiedenis van het montanisme. Zijn ideeën werden tijdens verschillende synodes besproken en veroordeeld.
Hij overleed omstreeks 195. Volgens sommigen was hij gek geworden en verhing hij zich.